# مركز القدس للمساعدة القانونية وحقوق الإنسان
مركز القدس للمساعدة القانونية وحقوق الإنسان هو مؤسسة أهلية غير حكومية وغير ربحية فلسطينية تأسس بشكله الحالي عام 1997، وذلك بعد انفصاله عن لجنة الصداقة الأمريكية «كويكرز» التي ارتبط بها عام 1974. يقدم المركز خدمات واستشارات قانونية ضد انتهاكات حقوق الإنسان في الأراضي الفلسطينية المحتلة. يرأس المركز أمين عنابي. للمركز فرعين في مدينتي القدس ورام الله ومكتبين في مدينتي نابلس وسلفيت.

## الرؤية والرسالة والأهداف
يهدف المركز إلى المساهمة في بلورة مجتمع فلسطيني تحكمه سيادة القانون، من خلال تقديمه التمثيل والخدمات القانونية للضحايا الفلسطينيين والفئات الضعيفة والمهشمة بغض النظر عن مرتكبها والقيام بكل الأنشطة المساندة التي تؤدي إلى ذلك.
يهدف المركز إلى الحد من المعاناة وتحسين حياة ضحايا انتهاكات حقوق الإنسان، وإصلاح السياسات العامة والقوانين بما يتفق مع حقوق الإنسان وممارسات الحكم الرشيد ورفع جاهزية وقدررات المؤسسة لتحقيق أهدافها الاستراتيجية.

## الممولون
يتلقى المركز تمويلًا من خلال عدة مانحين أبرزهم: الممثلية الأيرلندية لدى السلطة الفلسطينية، ومنظمة خبز من أجل العالم، والمؤسسة الكاثوليكية للتنمية الدولية (كافود)، ومنظمة برنامج الأمم المتحدة الإنمائي، ومجموعة ممولي سكرتاريا حقوق الإنسان والقانون الدولي الإنساني، ومركز اللاجئ النرويجي، ومؤسسة التعاون والتعاون الأسترالي الفلسطيني عبر الدعم الحكومي الأسترالي.

## وصلات خارجية
- الموقع الرسمي